# Cantone di Dole-2
Il Cantone di Dole-2 è una divisione amministrativa dell'arrondissement di Dole.
È stato costituito a seguito della riforma approvata con decreto del 17 febbraio 2014, che ha avuto attuazione dopo le elezioni dipartimentali del 2015.

## Composizione
Comprende parte della città di Dole e i 6 comuni di:
- Choisey
- Crissey
- Damparis
- Gevry
- Parcey
- Villette-lès-Dole